# Linuxディストリビューション
Linuxディストリビューションは、Linuxカーネルとその他ソフトウェア群を1つにまとめ、利用者が容易にインストール・利用できるようにしたものである。

## 概要
Linuxカーネルはプロセスやソケット通信などの機能を提供する。これらは様々なソフトウェアを動作させるうえで基礎となる重要な機能であるが、ユーザーが利用する機能としては非常にプリミティブである。例えばカーネルそのものにはOS起動時のデーモン自動起動機能は存在しないし、Bashのようなインタラクティブコンソール機能も存在しない。これらの機能はすべてLinuxカーネルを利用するGNUなどによって作られた個別のソフトウェアによって実現されている。
ユーザーの利便性を高めるためにLinuxカーネルとこれらソフトウェア群を1つのパッケージにしたものがLinuxディストリビューションである。無償・有償様々なdistribution＝配布・流通・頒布形態が存在し、各ディストリビューションはその理念・目的によって派生し、それぞれ異なるソフトウェアをパッケージに含んでいる。ユーザーはLinuxディストリビューションをインストールするだけでシェル機能やパッケージ管理機能、デスクトップ環境などを利用することができる。

## コンポーネント
カーネルの他、基本的なUNIXのツールやユーティリティ、その他サーバ向けやデスクトップ環境向けのソフトウェアを集め、ビルドしてバイナリパッケージを作成し提供している。その他、最初のインストールの際に必要なインストーラ等といった補助的なシステムが付属する。バイナリパッケージを利用するという形態のために、rpmやdebなど、何らかのバイナリパッケージシステムの採用がほぼ必須であり、どのシステムを採用しているかがディストリビューションの主要な特徴のひとつとなる。aptやdnfなどより上位のパッケージ管理システムも、現代ではほぼ必須である。
- Linuxカーネル
  - （Linuxカーネル以外の場合は「Linuxディストリビューション」ではない（Debian GNU/kFreeBSDやDebian GNU/Hurdなど））
  - その他、カーネルモジュール等
- 必須なツールやユーティリティやライブラリ
  - util-linux（英語版）
  - GNU Core Utilities（coreutilsとも。昔のfileutils, shellutils, textutilsは全てcoreutilsに取り込まれた）
  - Bourne Shell 互換シェル（他のシェルと違い /bin/sh として必須である(Debian系ではDashが/bin/shに使われることも多い)）
  - Unixシェル
  - glibc
- 起動に必要なもの
  - init
  - /etc などの基本的なファイル群
  - GRUBやLILOのようなブートローダー
- エディタ
  - Emacs
  - nano
  - vim
- コンパイラ等
  - GNU Binutils (binutils)
  - GCC
- 各種の設定を行うソフト
- スクリプト言語
  - awk
  - perl
  - python
  - sed
- GUI関係
  - X11のフリーな実装であるXFree86、XOrg
    - デスクトップ環境としてGNOME、KDE、Xfce、LXDE
    - ウィンドウマネージャ
- デスクトップ向けアプリケーション
  - ウェブブラウザ
  - 電子メールクライアント
  - テキストエディタ
  - オフィススイート
  - マルチメディア
  - ゲーム
- サーバ向けアプリケーション
  - メールサーバ
  - Webサーバ
  - データベース管理システム
- ソフトウェア開発向けアプリケーション
  - 多数のコンピュータ言語開発環境

これらはソフトウェア構成の例であり、他にも様々なソフトウェアをインストールできる。

## 配布方法
ディストリビューションは、自由に配布、利用の出来るソフトウェア（自由ソフトウェア）だけを集め、無料で提供されるものと、利用に料金を払う必要のある商用ソフトウェアや企業によるサポートを受けられる権利を含んだ有料のものに分けられる。大抵の場合、前者はFTPなどで公開されており、Torrentを利用した配布をするディストリビューションも存在する。後者はユーザー数などに制限のあるライセンス契約によって提供される。どちらの場合も、CD-ROM等によって入手することができる。GNU/Linuxディストリビューターによっては両方を用意している場合や、サポートのみ有償で受けられる場合もある。

## Arch系
パッケージ管理システムとしてPacmanを使っている。主要なものは以下の通り。
- Arch Linux : 非常にシンプルなディストリビューション。
  - Asahi Linux : M1チップ搭載Macでの動作を目指すディストリビューション。
  - Audiophile Linux[1] : Fluxboxを採用した、オーディオ愛好家向けOS。
  - BlackArch Linux : セキュリティテスト用ディストリビューション。
  - CachyOS : パフォーマンスとセキュリティー重視のOS。
  - EndeavourOS : 2019年に開発停止となったAntergosの後継。
  - Garuda Linux : 全ての機能にGUIを提供するゲーミング向けディストリビューション。
  - Manjaro : Arch Linuxをベースに、プリインストールされたデスクトップ環境、GUIによるインストーラー等を備えたもの。
  - Parabola GNU/Linux-libre : Arch Linuxからフリーでないソフトウェアを除去し、100%フリーなソフトウェアで構成されたもの。
  - SteamOS : ゲーム配信サービスSteamの運営元が開発したゲーミングPC用OS。Debian系から移行。

### 開発停止（Arch系）
- Antergos : Arch Linuxをベースに、GUIによるインストーラーであるCnchiを備えたもの。

## Debian系

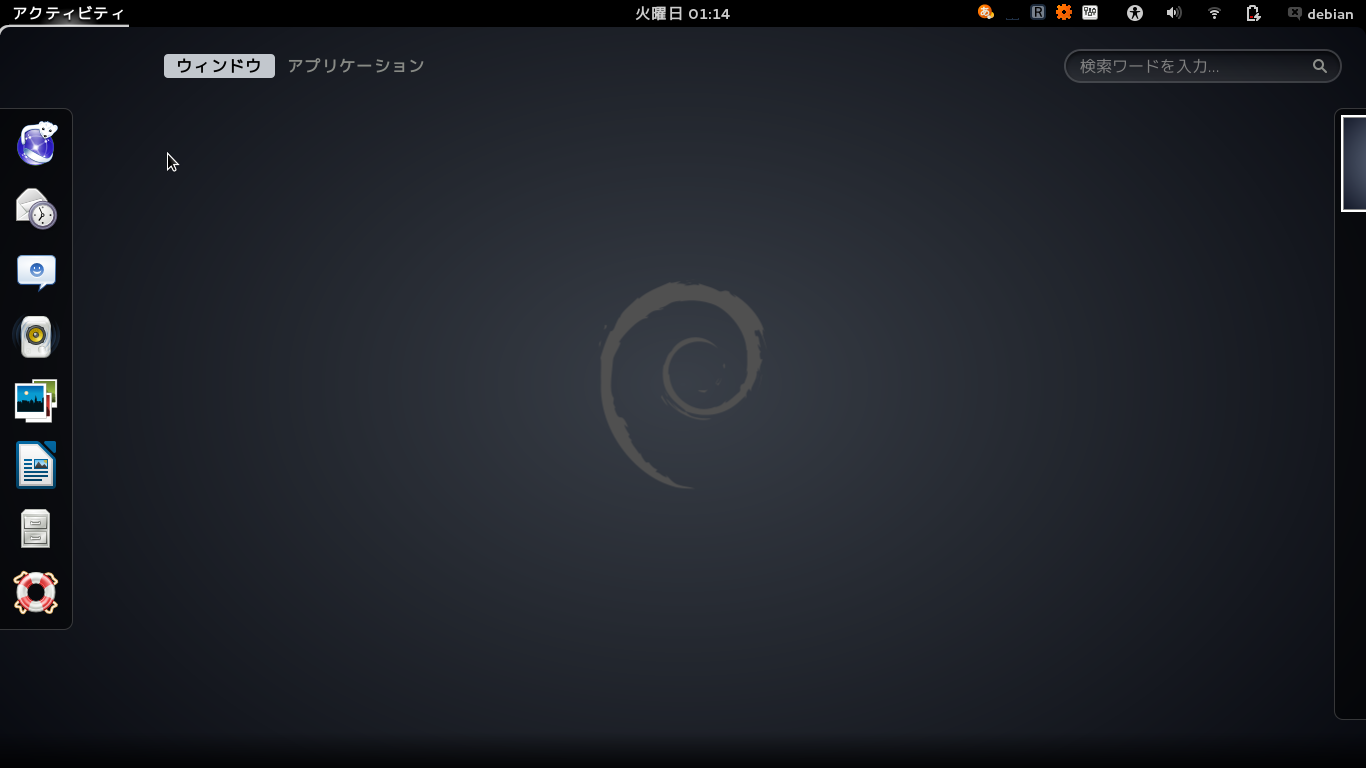
Debian GNU/Linux 7.5
(GNOMEデスクトップ)

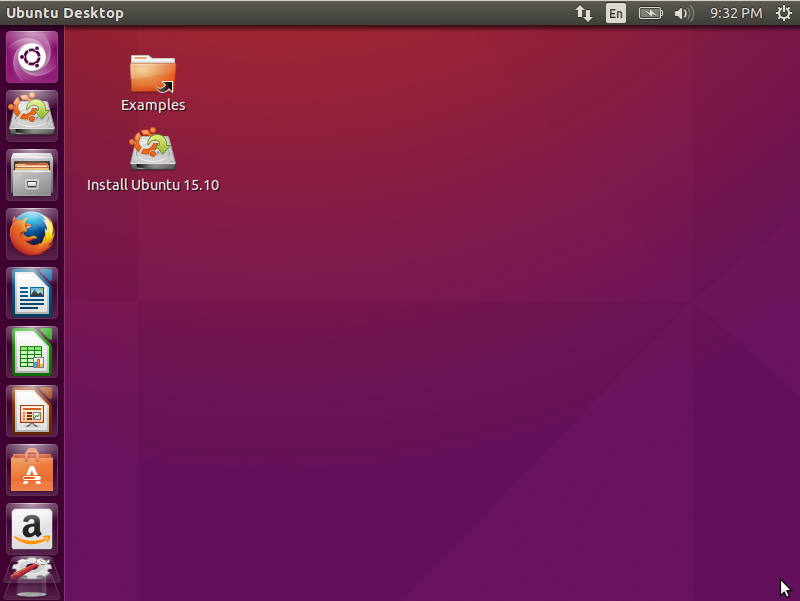
Ubuntu Desktop 15.10

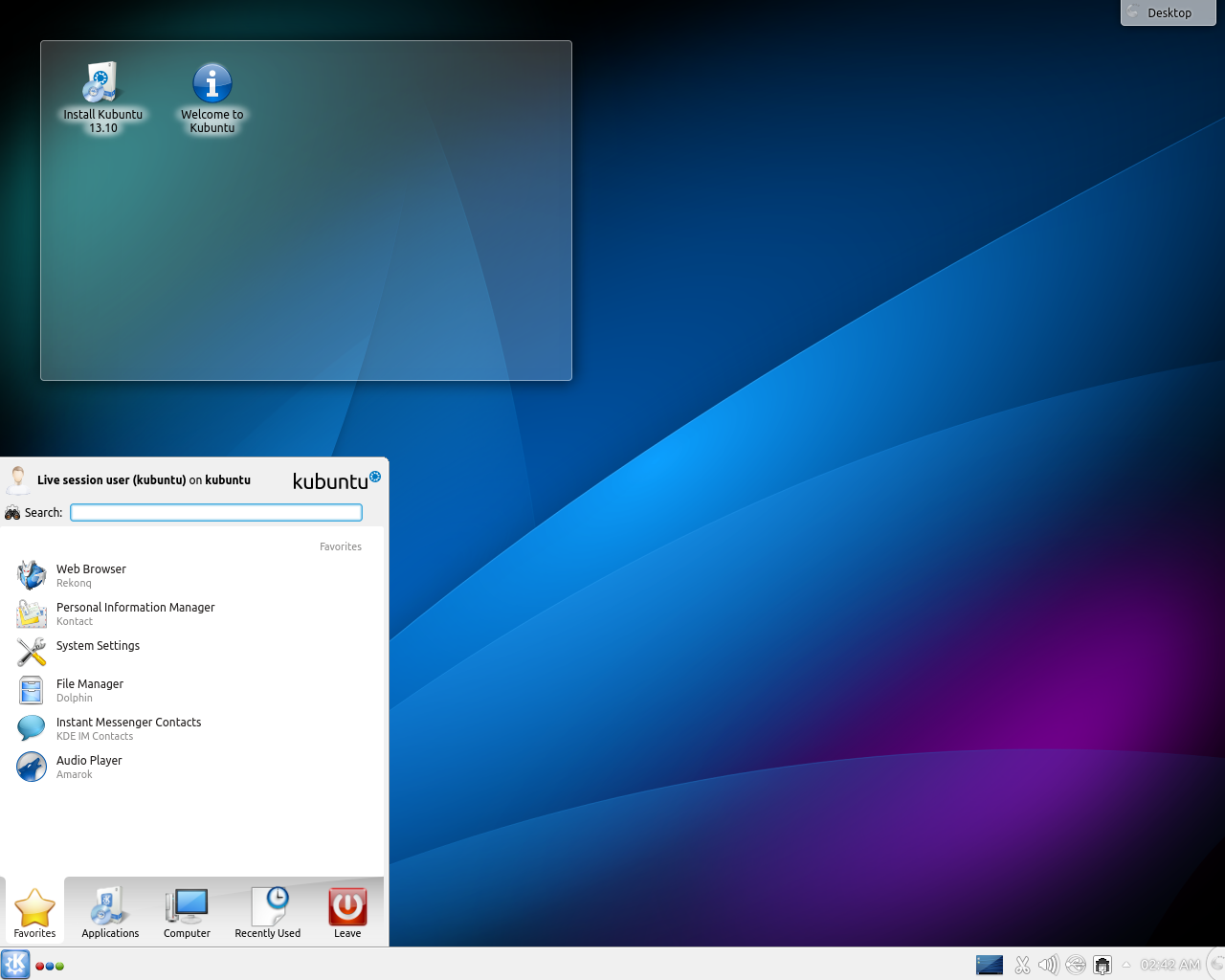
Kubuntu 13.10

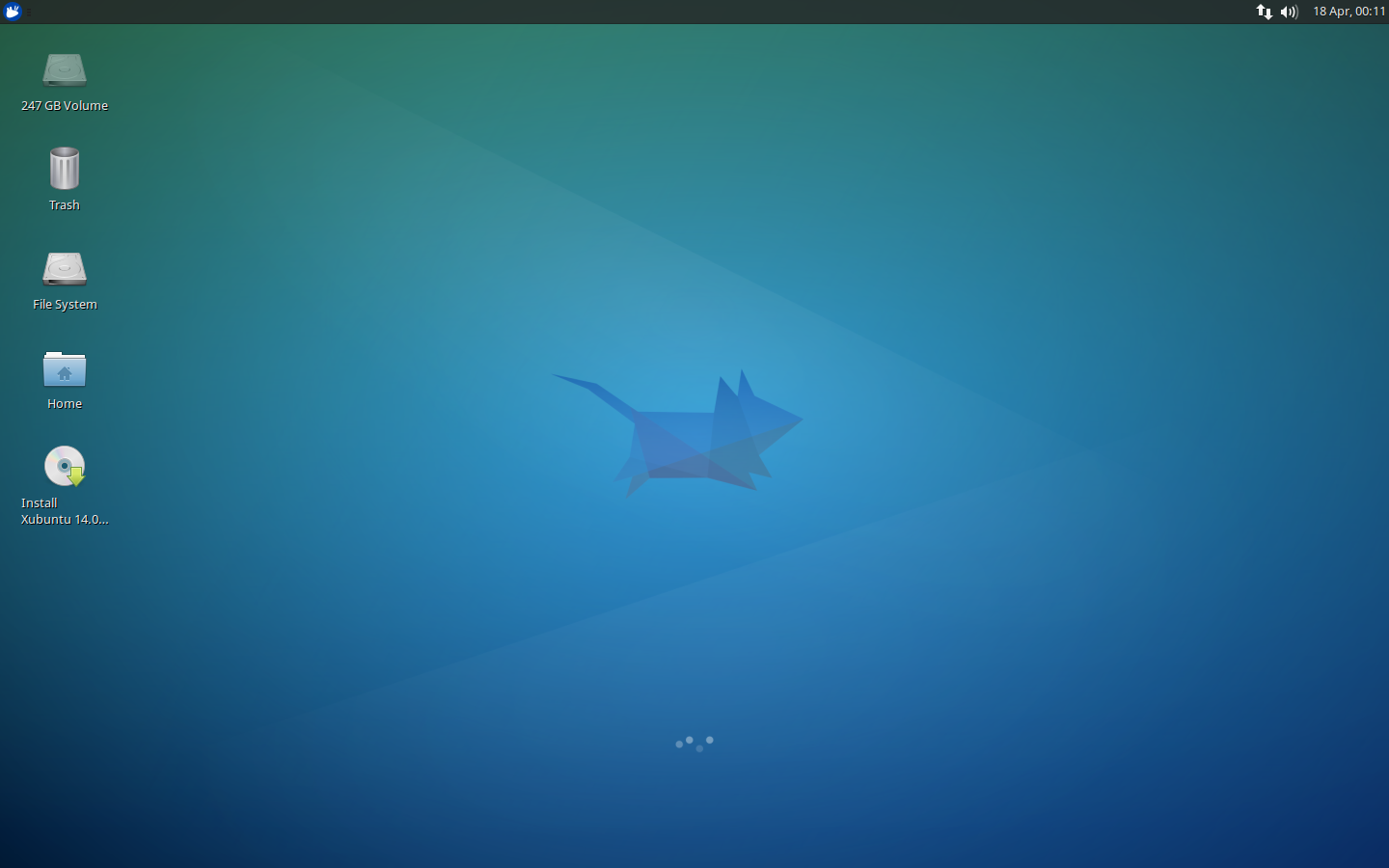
Xubuntu 14.04 LTS

パッケージ管理システムにdeb形式を使っている。主要なものは以下の通り。
- Debian GNU/Linux : 100%自由ソフトウェアであることが理念、コミュニティベース。
  - ARMA aka Omoikane GNU/Linux : ファイルシステムにXFSを採用している。
  - Astra Linux（英語版）[2]:ロシアの政府機関における正式のOSのひとつ。
  - Clonezilla - ディスクまたはパーティションの複製（クローニング）ならびにイメージ作成（イメージング）用。
  - Freespire（英語版） : Linspireの無料版。CDブート/HDDインストール共可能。
  - gNewSense : GNU FSDGに適合し、フリーソフトウェア財団の支援を受ける。Linux-libreを使用し、ファームウェアのレベルまで100%自由ソフトで構成される。
  - Kali Linux : Debianベースの1DVDタイプ。ペネトレーションテスト目的に特化していることが特徴。BackTrackから派生。
  - KANOTIX（英語版） : DebianベースでCDブート/HDDインストール共可能。
  - KNOPPIX : DebianをベースにCDブートで利用できるようにしている。
  - Linspire : Windowsのような使い勝手を実現。旧称はLindows。
  - MX Linux : Debianをベースとした中量級のディストリビューション。
  - OpenMediaVault - NAS向けサーバOS。
  - Raspberry Pi OS : Raspberry Pi用のdebian。特定の機種用としての配布は、装置が固定しているため使いやすい。Idとパスワードの初期設定が好ましくない。ネットワークに接続する前にrootとID:piのパスワード設定をする必要がある。
  - SLAX : CDブートで利用できるようにしている。9.xより前のバージョンではSlackwareをベースにしていた。日本語化されたSLAX-jaも存在する。
  - SparkyLinux（英語版） : デスクトップ環境の選択肢が標準で四種類（LXQt, MATE, Xfce, KDE）ある上に他の環境をインストールするツールも用意されている。
  - Tails : Debianベースでプライバシーと匿名性に特化している。Live CD・Live USBに対応している。

### 開発停止（Debian系）
- aptosid : Debian sidベースでCDブート/HDDインストール共可能。旧称はsidux。
- CrunchBang Linux : ウィンドウマネージャとしてOpenboxを採用している軽量ディストリビューション。
- Corel Linux（英語版）
  - Xandros : Corel Linuxの後継。Eee PCに搭載されていた。
- Ecolinux : デスクトップ環境としてXfceを採用した日本発のディストリビューション。
- gOS : Googleが提供するWebアプリケーションを活用できるように設定されている。
- Damn Small Linux : KNOPPIXベース、軽量。
- Xenoppix : KNOPPIXにXenを搭載した日本のディストリビューション。
- Regret : KNOPPIXベースの日本のディストリビューション。
- MEPIS : 主にデスクトップ向け。CDブート/HDDインストール共可能。
- Progeny Debian : Red HatのAnacondaインストーラを移植したGNU/Linux。
- UserLinux : Debianベースの企業向けデスクトップ用GNU/Linux。
- PureOS : 完全に自由ソフトウェアだけで構成されている、プライバシーとセキュリティ、利便性に重点を置いているGNU/Linuxディストリビューション。

## Ubuntu系
Debian GNU/Linux を母体として開発された派生Linux。主要なものは以下の通り。
- Ubuntu : 6ヶ月ごとのリリースと商用サポートを掲げる。デスクトップ環境としてGNOMEを採用している。
  - Bodhi Linux : Enlightenmentから派生したウィンドウマネージャ、Mokshaを採用した軽量版。
  - Edubuntu : 教育用にカスタマイズされている。
  - elementary OS[3] : 独自のデスクトップ環境「Pantheon」を採用したMacOS風の画面。
  - Gobuntu（英語版） : 自由ソフトウェアのみを利用している。
  - Kubuntu : デスクトップ環境としてKDEを採用している。
  - Linux Mint : MATEやCinnamonの採用でデザインやソフトウェア環境を改善し、マルチメディア関係のコーデックを充実させている。
    - Peppermint : Chromiumを搭載している軽量のディストリビューション。Webアプリとの連携も強い。

  - Linux Lite（英語版） - Ubuntu LTS（長期サポート版）を基に開発。Xfce採用でアイコンや壁紙が美しい。アプリの追加や削除、WEBブラウザのキャッシュの削除なども容易。
  - Lubuntu : デスクトップ環境としてLXQtを採用している。
  - nUbuntu（英語版） : セキュリティツールを多数含んでいる。
  - Trisquel GNU/Linux : GNU FSDGに適合し、フリーソフトウェア財団のサーバーで使用される。ファームウェアのレベルまで100%自由ソフトで構成される。
  - Ubuntu Budgie : デスクトップ環境としてBudgieを採用している。
  - Ubuntu Studio : ハイエンドデスクトップ向け。デジタルコンテンツ制作ツールが多数プリインストールされている。リアルタイムカーネルのパッチも当てられている。
  - Ubuntu Unity : デスクトップ環境としてUnityを採用している。
  - Xubuntu : デスクトップ環境としてXfceを採用している。
    - ChaletOS[4][5][6] : Windowsに似た操作性で、Windowsアプリを動かすWineも標準搭載。Xubuntuから派生。
    - Voyager[7][8][9] : Xubuntuから派生したフランス産のOS。Xfce採用であるが、MacOS風の画面が美しい。32bit版と64bit版がある。

  - Zorin OS : Windows風の操作性を提供するディストリビューション。Wineを追加するとWindowsアプリも動作する。

### 開発停止（Ubuntu系）
- BackTrack :Kali Linuxの前身。ペネトレーションテスト目的に特化していることが特徴だった。
- Fluxbuntu : ウィンドウマネージャとしてFluxboxを採用していた。
- Ubuntu GNOME : デスクトップ環境にGNOME Shellを採用していた。
- Goobuntu[10][11] : Googleが社内で開発・利用しているとされている。非公開。

## Red Hat系

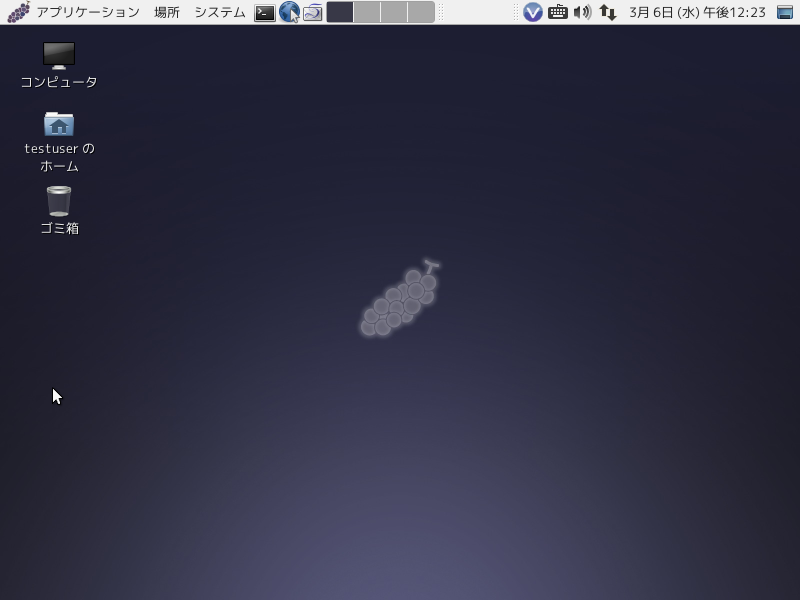
Vine Linux 6.1

パッケージ管理システムとしてRPMを使っている。主要なものは以下の通り。
- Fedora : Red Hat Linux 後継のコミュニティによる実験要素が強い。
  - CentOS Stream : Red Hat Enterprise Linux開発に役立てるための実験公開版。
  - Red Hat Enterprise Linux : コミュニティによるテスト済みのFedoraをベースにして安定させた。商用。
    - MIRACLE LINUX : 無償の国産Red Hat Enterprise Linuxクローン。Oracle対応。
    - Scientific Linux（旧 Fermi Linux） : Red Hat Enterprise Linuxのクローン。
    - Rocky Linux：CentOSの創設者であるGregory Kurtzerによって創始された、Red Hat Enterprise Linuxのクローン。
    - AlmaLinux：CentOSの精神的後継。Red Hat Enterprise Linuxのクローン。
    - Amazon Linux 2： Amazon comが開発した。RHEL7 / CentOS7 をベースとしている。

  - Berry Linux : 日本人の中田裕一朗がFedoraをベースに開発。
- Mageia : Mandriva Linuxをベースに開発。オープンソース。
- PCLinuxOS :  Mandriva Linuxをベースに開発。デスクトップ指向。
- RedHawk Linux : RHELのカーネルをリアルタイムLinuxカーネルに置き換えた。商用。
- Oracle Linux: OracleがOracle製品に最適化したUnbreakable Enterprise Kernel（UEK）を採用。

### 開発停止（Red Hat系）
- CentOS : Red Hat Enterprise Linuxのクローン。開発停止に伴い10年間サポートとされていたCentOS 8のサポートがわずか2年余りで打ち切りと発表され、騒ぎになった。[12]
- Vine Linux : 日本国産のLinuxディストリビューション。
- PS2 Linux : PlayStation 2上で動作する。Kondara MNU/Linuxベース。
- HOLON Linux : インターチャネル・ホロン社製。
- Caldera OpenLinux : 商用。
- Haansoft Linux : 2006 Workstation は Asianuxベース。
- Kondara MNU/Linux : 開発者の一部がMomonga Linuxを立ち上げ。
- Lycoris Desktop/LX : Windows に似たユーザーインタフェース。
- Momonga Linux : Kondara MNU/Linuxの後継。
- Red Star OS : 北朝鮮の国策配布版。
- Red Flag Linux（英語版） :  紅旗Linux 是中国製。Asianuxベース。
- White Box Enterprise Linux : Red Hat Enterprise Linuxのクローン。
- Mandriva Linux : 旧名称は、Mandrakelinux。商用版と無料版があった。
- StartCom Linux : Red Hat Enterprise LinuxベースのGNU/Linux。
- Yellow Dog Linux : FedoraベースでPowerPC専用。PlayStation 3公式対応。
- Asianux : アジア5ヵ国の企業が共同開発。Red Hat Enterprise Linuxベース。
- Red Hat Linux : 商用および個人用　→Fedora Coreへ事実上開発を引き継ぎ。

## Slackware系
- Slackware : Linux普及初期は有名だったディストリビューション。
  - Dragora GNU/Linux-Libre : 完全に自由ソフトウェアのみで構成される独自のGNU/Linuxディストリビューション。シンプルであることをコンセプトとしている。
  - Plamo Linux : Slackwareを日本語化し、プラモデルのようにいじれることを念頭に置いて開発されている。Version3.3まではPC-9800シリーズに対応した。
  - Puppy Linux : Live CD、HDインストールも可。日本語化も可能[13][14]。debパッケージ利用可。
    - Yara OSX[15][16] : Puppy Linux派生。Xfceを採用したMacOS風の画面。

### 開発停止（Slackware系）
- Wolvix（フランス語版）[17] : ウィンドウマネージャとしてXfceを採用している。
- Slamd64 : x64版Slackwareである。

## SUSE Linux系
- openSUSE : 元々は商用であったSUSE Linuxがオープンソース化されたもの。
  - SUSE Linux Enterprise : コミュニティによるテスト済みのopenSUSEをベースにして安定させた。商用。
    - SUSE Linux Enterprise Desktop : SUSE Linux Enterpriseのデスクトップ版。

### 開発停止（SUSE Linux系）
- SUSE Linux : SUSEが開発したディストリビューション。SUSEはドイツの企業であったため、ヨーロッパで強かった。
- United Linux : SUSE LinuxをベースにTurboLinux、SUSE(現:Novell)、Caldera(現:SCO)、Connectiva(現:Mandriva)の4社にて共同開発。

## 独立系
- Android：Googleが開発運用している商用OS。スマートフォンやスマートTV、セットトップボックスなど多数の機器で利用されている。
- Azure Linux：マイクロソフトが開発運用しているフリーでオープンソースなOS。
- KaOS : KDEデスクトップ環境・Qtツールキット・x86-64アーキテクチャというシステムに特化したOS。
- NixOS : Nixパッケージマネージャを採用したOS。宣言的かつ純粋関数なパッケージ管理により高い再現性と移植性を担保している。
- Gentoo Linux : BSD系OSのPortsに似たPortageと呼ばれるパッケージ管理システムを採用。
  - ChromeOS : Googleが開発しているOS。2010年2月に、ベースとなるOSをubuntuからGentooに変更した。
    - Chromium OS : ChromeOSのオープンソース版。

  - Sabayon Linux : GentooベースのライブDVD GNU/Linux。
- GoboLinux : Filesystem Hierarchy Standardからの脱却を目指したLinux。
- Slitaz：Damn Small Linuxと共通する目的を多く共有するが、より最新の Linux 2.6 カーネルに基づき、より小さい。
  - Tiny SliTaz：SliTazの派生で、uClibcを使用し、フロッピーディスクからの起動が可能。
- Solus：キュレーテッドローリングリリースを特徴とするOS。
- Tiny Core Linux：Damn Small Linuxの開発者の1人であったRobert Shingledeckerが中心となって開発が進められている。サイズが10MB程度しかないことが特徴。
- Void Linux：XBPSパッケージマネージャや、initシステムにsystemdではなくrunitを使用していることが特徴。

### 開発停止（独立系）
- Foresight Linux : Conaryと呼ばれる次世代パッケージ管理システムを採用。
- iPodLinux : iPod用にµClinuxをカーネルとしたもの。
- IPnuts : ルータ・ファイアウォール構築に使用。
- MkLinux : PowerPC搭載機専用、Machベース。
- Nature's Linux : 無料の開発版とOS監視サポート付きの有料版がある。FreeBSDのjailに似た仮想ファイルシステム、jailを利用したバックアップとリカバリ機能、ファイル改竄検出機能などを持つ。
- SLS : GNU/Linuxで最も初期のディストリビューション。
- Stataboware : Slackwareに似た構造で、Alpha搭載機専用。
- Splashtop : 起動速度を重視して開発されたOS。
- Turbolinux : パッケージ管理システムとしてRPMを使っている。
- Yggdrasil Linux: Linuxディストリビューション初のLive CD 1992.8-1995